# Tristan Klingsor
Pour les articles homonymes, voir Klingsor.
Pour l'homme politique, voir Léon Leclère.
Tristan Klingsor, nom de plume de Léon Leclère, né le 8 août 1874 à Lachapelle-aux-Pots (Oise) et mort le 3 août 1966 à l'hôpital du Mans, est un poète, musicien, peintre et critique d'art français.

## Biographie

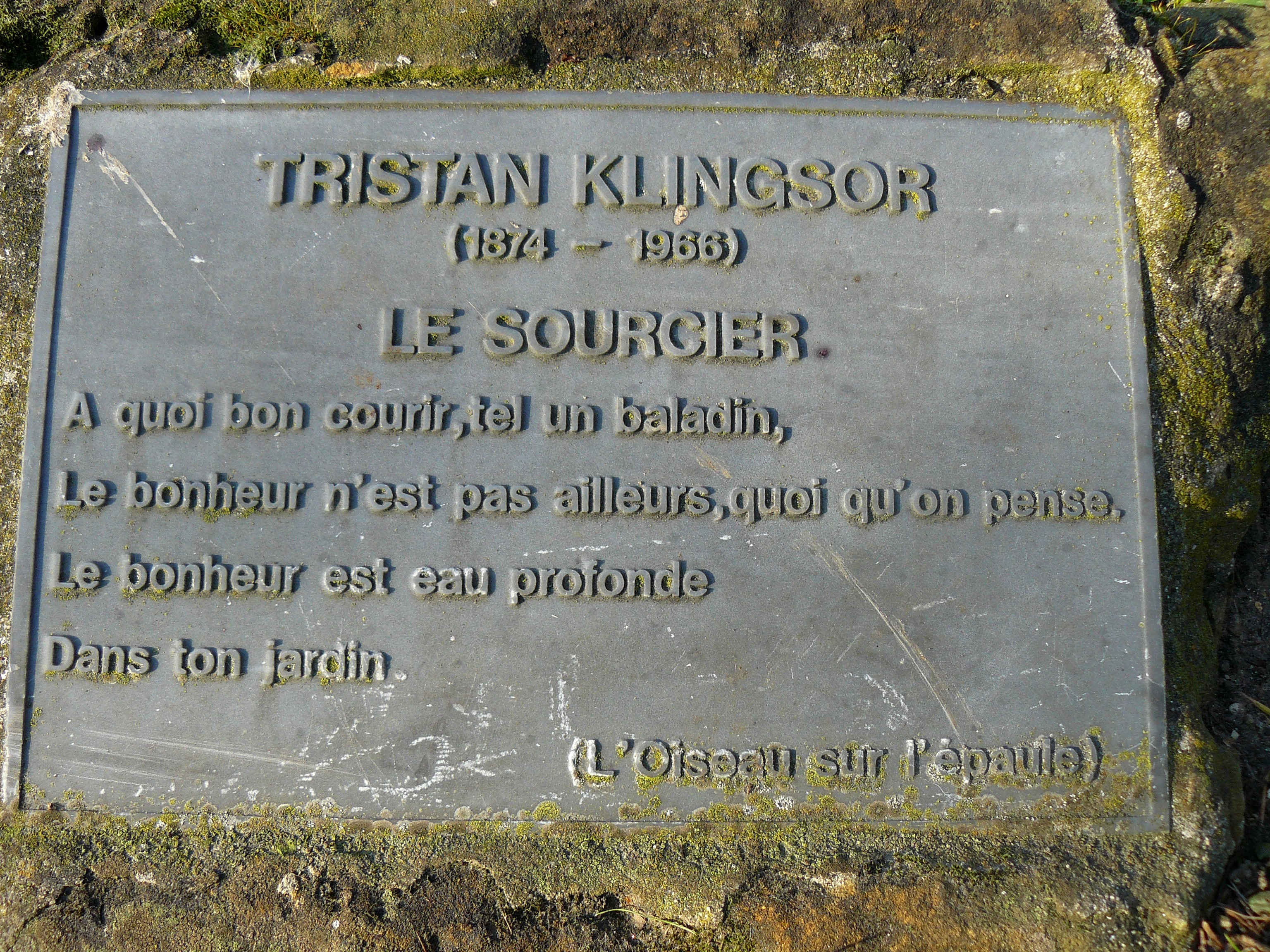
Vers de Tristan Klingsor, Paris, jardin des Poètes.

Né du mariage d'Arthur Nestor Leclère, piqueur au Chemin de fer du Nord, et de Marie Aglaé, sans profession, Léon Leclère est élève du collège de Beauvais où il obtient son baccalauréat en 1891, puis de l'École du Louvre. Débutant comme compositeur chansonnier, le poète publie ses premiers vers entre 1890 et 1900 dans La Plume, La Revue Blanche et Le Mercure de France. Certains sont encore signés de son nom véritable, Léon Leclère, d'autres de son nom de plume, Tristan Klingsor donc.
Il convient d'associer ce second nom à son appartenance au groupe nommé les Apaches : chacun y a son pseudonyme et c'est alors, constate Natalie Morel Borotra, que Léon Leclère devient « connu sous le nom de Tristan Klingsor - Klingsor, le chevalier qui s'oppose à Parsifal », le prénom de Tristan suggérant de même un opéra wagnérien, Tristan et Isolde. « Ce choix, restitue encore Natalie Morel Borotra, fut en fait dicté par la lecture d'une ballade médiévale allemande, et non de l'œuvre qu'en fixa Richard Wagner. "Il me fallait un nom bien ronflant" explique Tristan Klingsor ». Parmi les membres du groupe, évoque pour sa part Arbie Orenstein (en), « on trouve les poètes Tristan Klingsor et Léon-Paul Fargue, les peintres Paul Sordes et Édouard Bénédictus, l'abbé Léonce Petit, le chef d'orchestre Désiré-Émile Inghelbrecht, le décorateur Georges Mouveau, les pianistes Marcel Chadeigne et Ricardo Viñes, les compositeurs André Caplet, Maurice Delage, Manuel de Falla, Paul Ladmirault, Florent Schmitt et Déodat de Séverac, les critiques Michel Dimitri Calvocoressi, Magnus Synnestvedt et Émile Vuillermoz, le mathématicien espagnol Joaquín Boceta, l'aviateur Maurice Tabuteau et de proches amis de Maurice Ravel, Pierre Haour et Lucien Garban ». Le groupe, auquel Igor Stravinsky appartiendra un temps en 1909, se réunit chaque samedi, alternativement chez Tristan Klingsor (31,rue du Parc-de-Montsouris), chez Paul Sordes (rue Dulong) ou chez Maurice Delage (rue de Civry).
Son premier recueil, Filles-fleurs (1895), est écrit en vers de onze syllabes. Par la suite, il utilise fréquemment une forme personnelle de vers libres rimés. Pour Sylvie Douche, « cet artiste polymorphe, poète, peintre, musicien et critique d'art, cherche d'abord à se dégager du rythme imposé par la rime et la cadence métrique dodécasyllabique. En ce sens, il parvient à faire de ses poèmes des miniatures de liberté qui trouvent un écho chez de nombreux musiciens ».
Il est également peintre (exposant au Salon d'automne à partir de 1905, en devenant sociétaire en 1907,). Il peint des paysages, des natures mortes et des portraits de poètes et l'on remarque son nom, aux côtés de ceux d'Henri Matisse, André Derain, Maurice de Vlaminck, Albert Marquet, Raoul Dufy, Robert Antoine Pinchon, Gaston Prunier, Eugène Tirvert, Georges Bradberry, Charles Frechon et Maurice Louvrier, parmi les artistes indépendants qui forment en 1907, à l'initiative de Pierre Dumont, le Groupe des XXX.

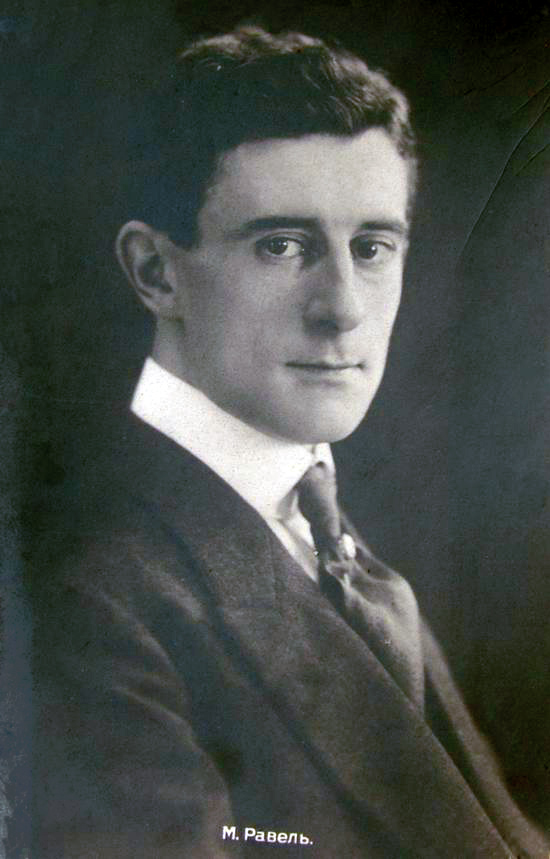
Maurice Ravel

Auteur de plusieurs études sur l'art, collaborant également en tant que critique d'art à la revue littéraire La Phalange, ami de Victor Dupont, musicien (plusieurs recueils de mélodies, chansons à quatre voix, etc.), certains de ses poèmes sont par ailleurs mis en musique par d'autres compositeurs, comme Maurice Ravel (Shéhérazade), René Berthelot, Charles Koechlin, Paul Lacombe, Georges Migot ou Robert Planel, ce toujours dans la logique de son emploi intentionnel d'un certain type de poésie dont il se justifie lui-même, ainsi que le rapporte Francos Claudon, en évoquant Shéréhazade : « j'avais adopté la technique du vers libre. Elle me paraît convenir particulièrement à la musique. Le vers régulier oblige le compositeur à des coupes uniformes. Je crois au contraire que Ravel était secrètement séduit par un balancement plus varié et moins artificiel des rythmes ». La suite de cent poèmes rassemblés écrits en 1901  et rassemblés dans Shéhérazade est à situer dans le constat par Tristan Klingsor que l'Orient est dans l'air du temps avec les noms alors en vogue de Léon Bakst, de Nicolaï Rimski-Korsakov et de Joseph-Charles Mardrus, traducteur des Contes des mille et une nuits.
Il est décrit par Alexandre Arnoux de l'Académie Goncourt : « poète exquis, délicat, aérien, rompu aux rythmes rigoureusement libres, abondant en images transparentes et irisées, un des plus purs et des plus nécessaires de son temps ». Gérald Schurr voit pour sa part en Tristan Klingsor « un homme-orchestre, un artiste complet comme il s'en rencontre à l'époque du Symbolisme, un poète tendre et discret à l'humour teinté de gris, un musicien délicat, un critique et historien d'art qui a jeté un œil neuf sur le XVIIIe siècle ».
Marié en 1902 à Marie Ernestine Morcel, père d'une fille Renée (1905-1999), il aurait, selon le critique Tim Ashley, connu une passion homosexuelle pour un « jeune étranger ».
L'information de la mort de Tristan Klingsor, le 3 août 1966, suivie de son inhumation au cimetière de Lachapelle-aux-Pots, n'apparaît, dans le contexte des vacances estivales, qu'au début du mois de septembre suivant. La fin de sa vie, qui suit son expulsion de son appartement parisien de la rue du Parc-de-Monsouris en 1965, est restituée par Maurice-Pierre Boyé : « les derniers mois de Tristan Klingsor auront été tragiques. Lui, qui appréhendait tant l'atmosphère des maisons de retraite, fut contraint de franchir le seuil de l'une d'elles - l'une des meilleures, la Maison nationale des artistes de Nogent-sur-Marne - laissant derrière lui toutes ses reliques : ses livres, ses manuscrits, ses toiles, ses collections de dessins et de gravures... Comment aurait-il pu supporter tout cela ? Une grave jaunisse le terrassa, qui fut soignée dans un hôpital parisien. Par miracle il s'en releva, mais pas pour longtemps. L'été venu, il regagna la petite maison paysanne qu'il possédait à Saint-Maixent (Sarthe). C'est là que le mal s'empara à nouveau de lui et qu'il fallut le transporter à l'hôpital du Mans où il s'éteignit ».
Le 5 mai 1970, à l'Hôtel Drouot à Paris, une partie de son atelier est dispersée, en même temps qu'une partie de l'atelier du peintre Jean Fernand-Trochain, par le commissaire-priseur Claude Robert.

## Publications

### Poésie
- Filles-Fleurs, Mercure de France, 1895.
- Squelettes fleuris, Mercure de France, 1897.
- L’Escarpolette, Mercure de France, 1899.
- Le Livre d'Esquisses, culs-de-lampe de Louis bGrenier, Mercure de France, 1902.
- Schéhérazade, Mercure de France, 1903.
- Le Valet de Cœur, Mercure de France, 1908.
- Poèmes de Bohème, Mercure de France, 1913.
- Humoresques, Éditions E. Malfère, Amiens, 1921.
- L'Escarbille d'or, Chiberre, Paris, 1922.
- Poèmes du Brugnon, 1928.
- Poèmes du Brugnon, 1933.
- Choix de poèmes (préface d'Alphonse-Marius Gossez, frontispice gravé sur bois d'après l'autoportrait de Tristan Klingsor), Éditions Eugène Figuière, 1933.
- Khalif ou pauvre.
- Mesures pour rien, in Poésie 42, Pierre Seghers, 1942.
- Cinquante Sonnets du Dormeur éveillé, 52 dessins de Lucien Andrieu, 350 exemplaires numérotés, Compagnie des bibliophiles de la Pipe et de l'Escargot, 1949.
- Le Tambour voilé, Mercure de France, 1960.
- Florilège poétique, poèmes choisis par Georges Bouquet et Pierre Menanteau, L’Amitié par le livre, Blainville-sur-Mer, 1955.
- Poèmes de la princesse Chou (préface de Pierre Menanteau), Cerf-Volant Éditions, 1974.

### Contes
- La Jalousie du Vizir, Mercure de France, 1899

### Monographies et études consacrées à des peintres et sculpteurs
- « Antonio de La Gandara », La Revue illustrée, 1er février 1900, texte repris dans l'ouvrage collectif Antonio de La Gandara et son œuvre, Éditions de la Plume, Paris, 1902[27].
- « Gaston Prunier », Art & Décoration, tome XXIV, juillet-décembre 1908[28].
- Hubert Robert et les paysagistes français du XVIIIe siècle, 1913.
- Charles Guérin, étude critique, collection « Les peintres français nouveaux », n°2, Nouvelle Revue française, 1920.
- Cézanne, Rieder, Paris, 1923.
- Joseph Bernard, collection « Les sculpteurs nouveaux », Nouvelle Revue Française, Paris, 1923.
- « Jean Puy », supplément à Art & Décoration, janvier 1923.
- Chardin, collection « Maîtres anciens et modernes », Nilsson, Paris, 1924.
- « Jules Migonney », L'Art et les Artistes, tome XII, janvier 1926, pp. 118-121.
- « Les dessins de Rubens », L'Amour de l'art, 1927. (consulter en ligne).
- « Les pastels français des XVIIe et XVIIIe siècles », L'Amour de l'art, 1927. (consulter en ligne).
- « Rembrandt paysagiste », L'Amour de l'art, 1927. (consulter en ligne).
- Léonard de Vinci, avec soixante planches hors texte en héliogravure, collection « Maîtres de l'art ancien », Rieder, Paris, 1930.
- Claude Lepape, Flammarion, 1958.

### Essais d'esthétique

#### Auteur de l'ouvrage
- Les caprices de Goya, essai critique, 1909.
- Les derniers-états des lettres et des arts : la peinture, 1913.
- La Peinture (L’art français depuis vingt ans), Rieder, Paris, 1921.
- La Peinture (L’art français depuis vingt-cinq ans), Rieder, Paris, 1922.
- Essai sur le chapeau, Les Cahiers de Paris, 1926.
- « L'unité tonale », dans ouvrage collectif sous la direction de Gaston Diehl, Les problèmes de la peinture, Éditions Confluences, 1945.
- L’Art de peindre, collection Initiations, Braun, Paris.

#### Préfacier de l'ouvrage
- Paysagistes et peintres de genre : de Devéria à Boudin, cent tableaux, catalogue d'exposition, Galerie Cambacérès, Paris, janvier 1930.
- Yvonne Ripa de Roveredo, Conversations entre le moi et le soi, essais, C.E.F.A.G., 1963[29].

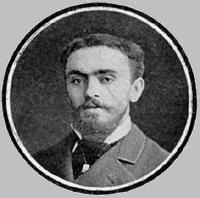
Georges Hüe

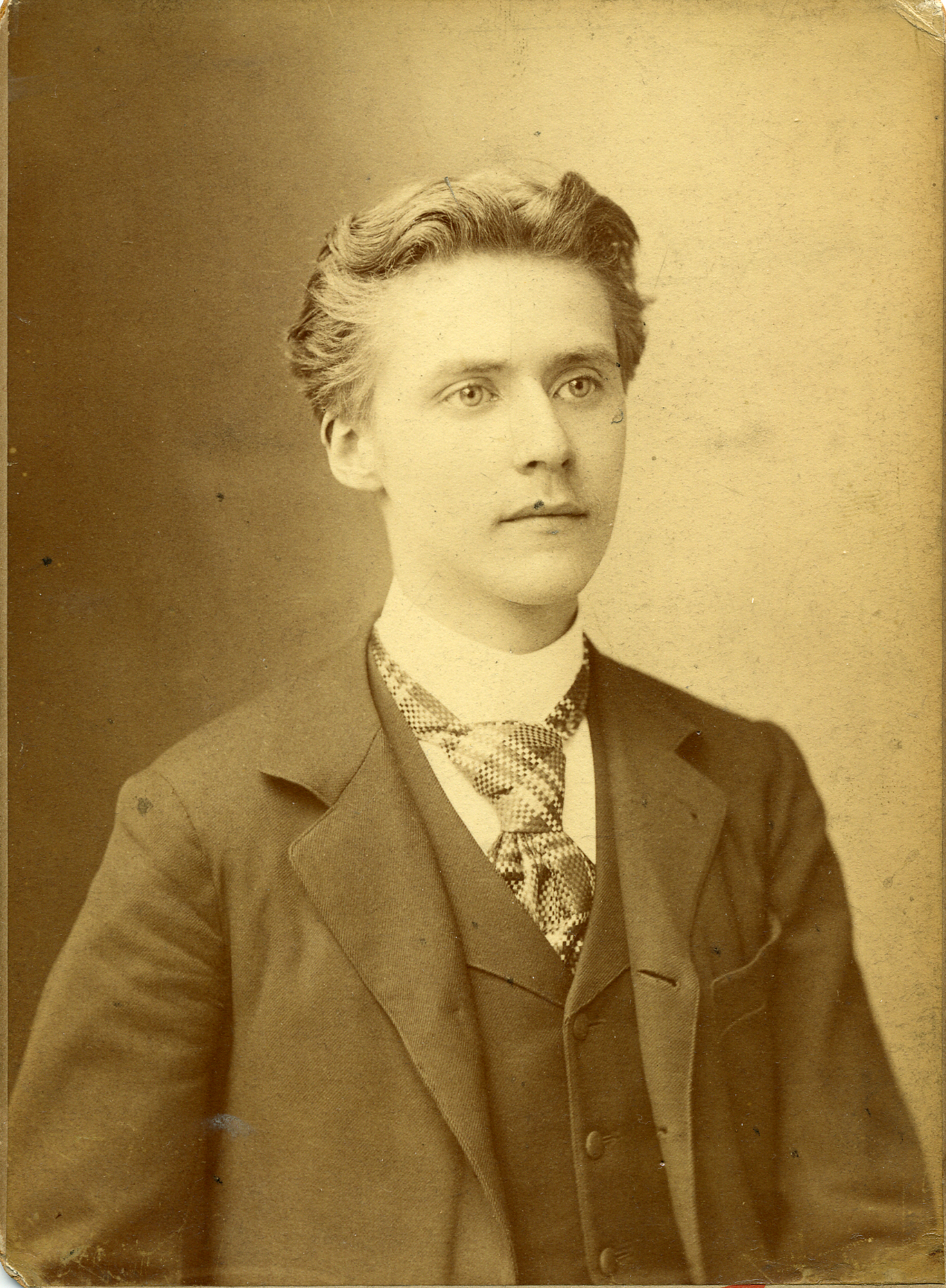
Max d'Ollone

### Recueils de mélodies
- Nous n'irons plus !, poésie de Tristan Klingsor, musique de Carlos Pedrell (en), A. Rouart, Paris, 1901.
- L'âne blanc, poèmes de Tristan Klingsor, musique de Georges Hüe, Heugel et Cie, Paris, 1904.
- Shéhérazade, trois poèmes de Tristan Klingsor, musique de Maurice Ravel, G. Astruc, Paris, 1904.
- Chansons de ma mère l'Oie, poésie de Tristan Klingsor, musique de Carlos Pedrell, A. Rouart, Paris, 1906.
- Sur l'eau, poème de Tristan Klingsor, musique de Carlos Pedrell, Éditions Medina é Hijo, Buenos Aires, 1907.
- Chanson des noisettes, poème de Tristan Klingsor, mélodie de Gabriel Dupont, Éditions Heugel, 1908.
- Chroniques du chaperon et de la braguette, chansons libertines et cocasses, 260 exemplaires numérotés, E. Sansot et Cie, Paris, 1910[5].
- L'Almanach aux images, huit pièces pour piano de Gabriel Grovlez d'après les poèmes de Tristan Klingsor, Augener, Londres, 1911.
- Chansons de bonne humeur.
- Trois poèmes de Tristan Klingsor, musique de Max d'Ollone, M. Sénart, Paris, 1922.
- Quatre chansons argentines - Hiver, Printemps, Été, Automne, textes de Tristan Klingsor, musique de Carlos Pedrell, Éditions M. Eschig, 1924.
- Jean Cartan, Cinq poèmes de Tristan Klingsor, Le pastour, Le chapeau pointu, L'ibis mort, Le souvenir, Paysage, 1926
- Chansons villageoises, pour piano et chant, poèmes et musique de Tristan Klingsor, M. Sénart, Paris, 1931.
- L'Oiseau de paradis, poème de Tristan Klingsor, musique de Georges Antoine, Éditions Edgard Tyssens, 195-?.
- Chansons à quatre voix.

### Varia
- Maurice Beaubourg, André Beaunier, Saint-Georges de Bouhélier, Louis Codet, Franc-Nohain, Alfred Jarry, Gustave Kahn, Tristan Klingsor (son texte : « Le ramasseur de mégots »), Albert Lantoine, Jean Lorrain, Charles-Louis Philippe, Edmond Pilon, Georges Pioch, Hugues Rebell et Octave Uzanne, Figures de Paris - Ceux qu'on rencontre et celles qu'on frôle, illustrations de Victor Mignot, 218 exemplaires numérotés, Les Bibliophiles indépendants / Floury, Paris, 1901.
- Petits métiers des rues de Paris, prose (préface de Roger Marx, bois originaux de Jacques Beltrand), 221 exemplaires numérotés, Beltrand, 1904.
- La Duègne apprivoisée, comédie lyrique en un acte (musique de Carlos Pedrell), manuscrit conservé à la Bibliothèque nationale de France, 1907.
- Les Femmes de théâtre au XVIIIe siècle, 300 exemplaires enrichis de 40 planches et numérotés, L'édition d'art H. Piazza, 1911.
- G.Dufrénoy, Albert Lévy, 1926.
- Esaai sur le chapeau, Les Cahiers de Paris, 1926.
- Jean de Hodan, L'Amitié par le livre, 1944.
- Album, précédé d'un Hommage à Tristan Klingsor (textes d'Alexandre Arnoux, Claude Aveline, Paul Fort, Georges Migot et Robert Rey), Éditions Flammes vives, 1955.
- Second florilège, avec portrait et fleurons dessinés par le poète, 1964.
- Maisons Aloysius, 1964.

### Traductions
- Jerónimo Zanné, Tres cantos escolares, musique de Montserrat Campmany, traduction française de Tristan Klingsor, Éditions Carlos S. Lottermoser, Buenos Aires (non daté).

## Expositions

### Expositions collectives
- Salon d'automne, Paris, à partir de 1905[14],[30].
- Galerie « À l'Amateur », Paris, Tristan Klingsor, Charles Milcendeau, Louis Le Bail, 1907.
- Le Groupe des XXX, Galerie Legrip, Rouen, octobre-novembre 1907.
- Salon des indépendants, Paris, à partir de 1907[31].
- Nouveau Salon - Pierre Bompard, Charles Despiau, Aizik Feder, Raymonde Heudebert, André Jolly, Tristan Klingsor, Marthe Lebasque, André Léveillé, Lucien Mainssieux, Jean Peské, Galerie Barbazanges, Paris, 1922[32].
- Salon des Tuileries, 1926, plusieurs toiles dont Les toits bleus[33].
- Salon de la Société nationale des beaux-arts, 1946, 1952, 1954.

### Expositions personnelles
- Tristan Klingsor, tableaux et écrits - cinquantième anniversaire de son décès, grange du Logis, Saint Maixent (Sarthe), septembre 2016[34],[35].

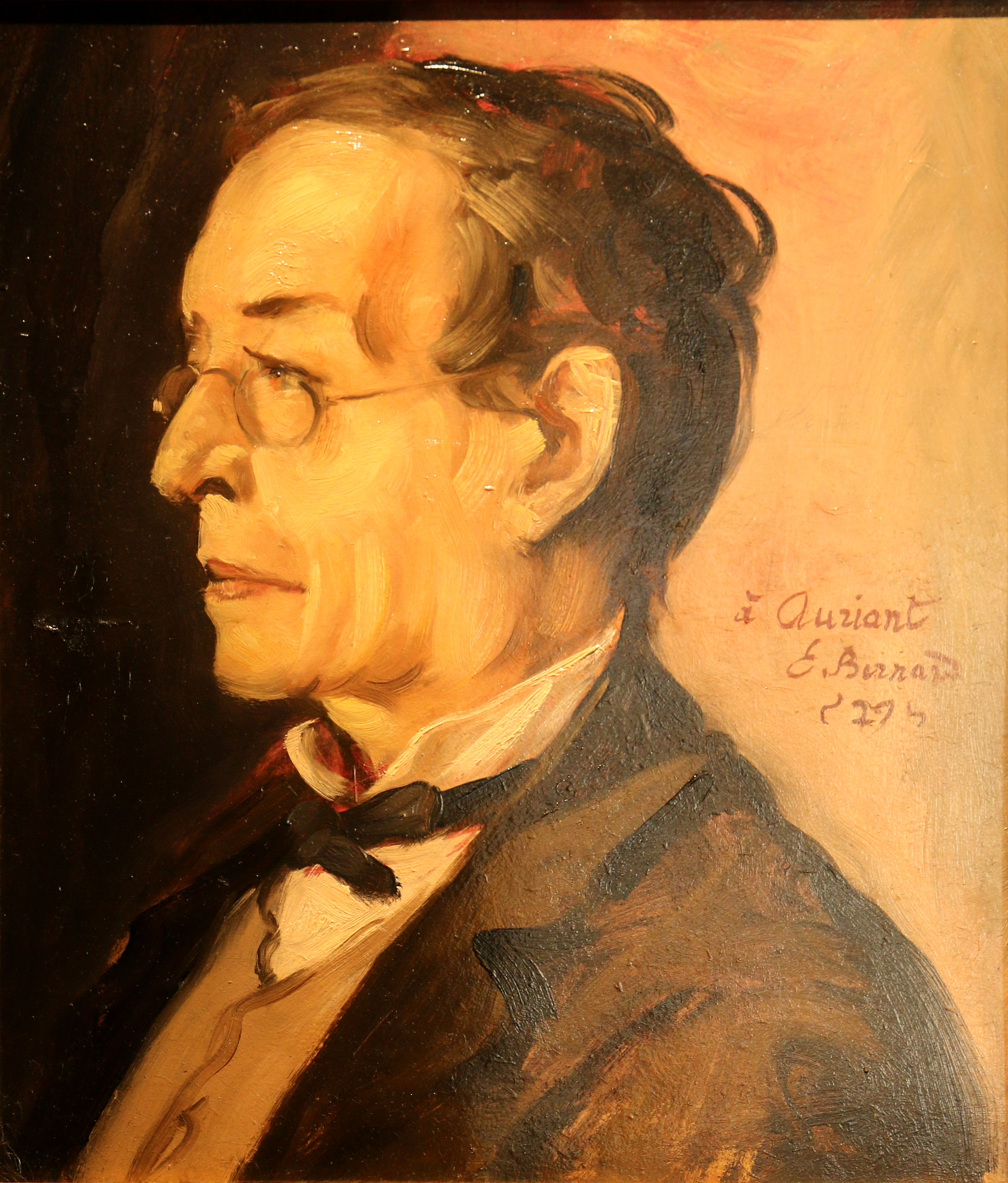
Paul Léautaud

Robert Sabatier

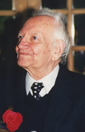
François Brousse

## Réception critique
- « Les petites toiles de Klingsor sont tout d'amabilité ; un doux soleil les tiédit ; leurs ardoises bleues, leurs tuiles roses, la blancheur distinguée de leurs murettes en font de charmantes mélodies comparables à celles que chanteraient des enfants autour d'une Sylvie. Klingsor, poète autant que peintre, ne néglige pas de baigner dans une atmosphère très tendrement poétique, très apaisée, un tantinet bourgeoise, ces motifs empruntés aux coins les plus frais de la Touraine ou de la Picardie. » - Robert Rey[33]
- « Combien de gens aujourd'hui savent le délicieux, charmant, pittoresque poète qu'est Tristan Klingsor, parfait musicien des mots et des rythmes, plein d'une fantaisie aussi vive et colorée comme une suite de petits ballets, et nullement dénuée d'émotion pour cela, et de plus écrivain probe, sans étalage. » - Paul Léautaud[36]
- « Il semble qu'avec Tristan Klingsor s'achève l'époque littéraire qui me fut la plus chère et que j'aurai vécue en son ultime période. Elle répondait à mes goûts, correspondait à ma sensibilité, m'exaltait et me soutenait, alors qu'aujourd'hui, déconcerté par tant de vagues nouvelles, je me sens, tel un étranger, errant parmi les ruines ou m'avançant vers des murailles insolites et des monuments hostiles. » - Maurice-Pierre Boyé[25]
- « Dans les Poèmes de la princesse Chou, le gazouillement des oiseaux ou de la voix humaine, le chantonnement d'un ivrogne ou le ronflement d'un dormeur, le gong du Palais, le tambour, la flûte, les cordes que l'on pince, les notes argentines d'une boîte à musique – tout, les cris, les bruits, les sons musicaux, nous rappelle qu'une oreille subtile était à l'écoute du monde. » - Pierre Menanteau[37]
- « Musicien, poète, historien d'art, ce symboliste qui s'appelait en réalité Léon Leclère signe des paysages de composition très assurée. Leur délicatesse, leurs passages très nuancés, semblent s'accommoder mieux de l'aquarelle ou de la souplesse du pastel que de l'emploi de l'huile. » - Gérald Schurr[38]
- « Jean Lorrain pouvait parler du "joli livre de Tristan Klingsor tout rempli de balades, de fols, de princesses en robes orfévrées, la rose au corsage, Maud, Iseult, et de pages-fées et de pages-fleurs, qui exalte un parfum vieillot d'ancien missel" et ajouter : "c'est bien le recueil d'un ramageurs de ballades à la cour des Papes en Avignon ou d'un ménestrel au royaume d'Arles, au temps de la Comtesse de Die : cela chante, chatoie et flamboie..." Tristan Klingsor aimait déjà les contes de fées, du Chaperon rouge à la mère l'Oie, où "les souris rôdent en minuscules pantoufles de fées". De la poésie populaire, il retenait le merveilleux féerique et le lyrisme sentimental. Nous nétions pas éloignés d'un symbolisme proche de Maurice Maeterlinck. Fauchereau dit qu'"il n'est pas impossible que Max Jacob lui-même ait quelque peu pratiqué Klingsor", et c'est avec raison, car bien des poètes modernes n'ont pas reconnu leur dette. Avant Apollinaire, il avait déjà un parfum d'Apollinaire ; nul doute que les surréalistes n'aient reçu ses messages et que son œuvre ne les aient inspirés. L'École fantaisiste lui doit beaucoup, et il est allé souvent plus loin qu'elle-même dans une marche vers le modernisme et la poésie nouvelle. » - Robert Sabatier de l'Académie Goncourt[20]
- « Cet artiste se fit d'abord connaître, en 1895, par des poèmes plus ou moins teintés de symbolisme, mais marqués d'une note d'humour...Malgré son intimité avec Maurice Ravel, il tendait déjà à l'art plastique, sans jamais délaisser la poésie... Tour à tour peintre de paysages, de portraits et de natures mortes, il s'affirme comme un émouvant peintre de la réalité. » - Dictionnaire Bénézit[6]
- « Tristan Klingsor : ce nom si merveilleusement musical évoque le chant d'un troubadour au fond de ces vieilles forêts que baigne un crépuscule de légende... La flûte de Klingsor exhale des trilles, savamment brisées, dont le rythme désordonné impose un art profond. Cela rappelle les chansons lointaines de nos aïeules, les jeunes filles du Moyen Âge, sous le hennin frivole. On comprend le succès de tels poèmes dans le cœur des enfants et le cœur des adultes qui ont conservé les reflets de leur aurore... Allons, Tristan Klingsor, au bonnet pointu d'astrologue, à la barge de mage, aux yeux d'adolescent moqueur, la Muse t'a touché de son doigt de feu ! » - François Brousse[39]

## Conservation

### Allemagne
Institut français de Cologne, Jardin de Grenade, huile sur toile 81x65cm.

### France

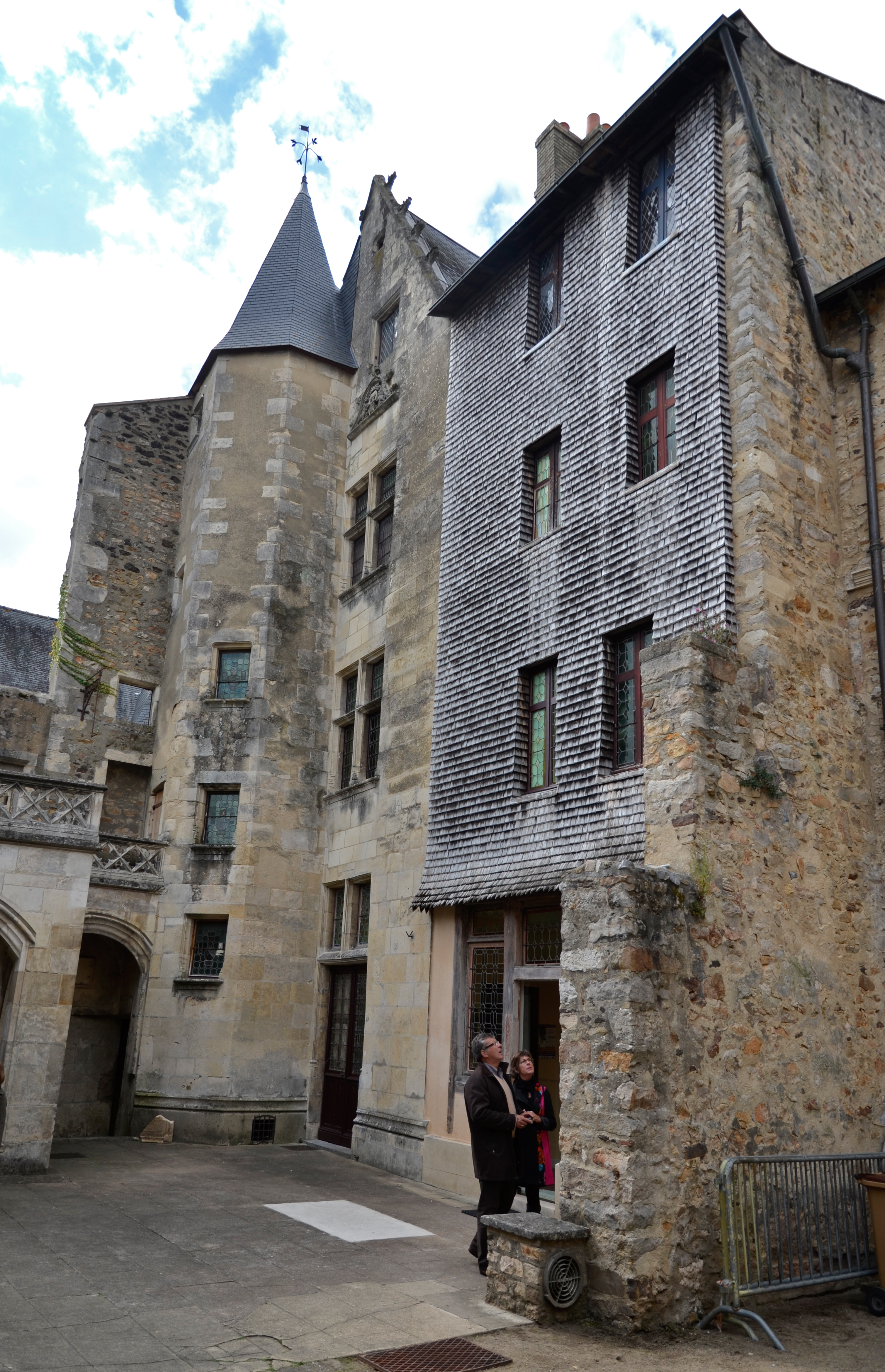
Musée de la Reine Bérengère, Le Mans

#### Œuvre peint
- MUDO - Musée de l'Oise, Beauvais, Portrait de Madame Cazeneuve, huile sur toile[40].
- Mairie de Calamane, Les deux tours, huile sur toile 50x60cm[40].
- Musée municipal des Capucins, Coulommiers (Seine-et-Marne), Autoportrait, huile sur toile 81x60cm.
- Musée de la Poterie, Lachapelle-aux-Pots.
- Le Mans :
  - Musée de Tessé, Salon aux fauteuils bleus, huile sur toile 69x17cm, 1938.
  - Musée de la Reine Bérengère, plusieurs toiles.
- Mairie du Monestier, Levraut, huile sur toile 65x54cm, 1920[40].
- Mairie de Montivilliers, Collines de Bray, huile sur toile 65x75cm, 1921[40].
- Centre national des arts plastiques, Paris, Villaines-la-Gonais, huile sur toile 89x116cm, 1940[40].
- Cour de cassation, palais de justice de Paris, Le château de Cognac, huile sur toile 41x33cm[40].
- Ministère de l'éducation nationale, Paris, Village de la Sarthe, aquarelle 20x25cm[40].
- Petit Palais, Paris, Paysage de rivière[21].
- Musée national d'art moderne, Paris :
  - Nature morte, encre et aquarelle sur papier 21x25cm.
  - Environs d'Angers, huile sur toile 38x46cm, avant 1927.
- Musée des Beaux-Arts de Rouen :
  - Intérieur, huile sur toile 65x73cm, 1920[40].
  - Renée à l'âge de quinze ans, huile sur toile (prêt : Musée des Beaux-Arts de Bernay, 2016).
- Mairie de Saint-Maixent (Sarthe).

#### Archives
- Bibliothèque nationale de France, département de la musique[41].

## Hommages

### Distinctions
- Chevalier de la Légion d'honneur en 1925, promu officier en 1954[42].

### Prix en peinture
- Prix Puvis-de-Chavannes, 1952
- Grand Prix de peinture de la Société nationale des beaux-arts, 1954[5].

### Prix littéraires

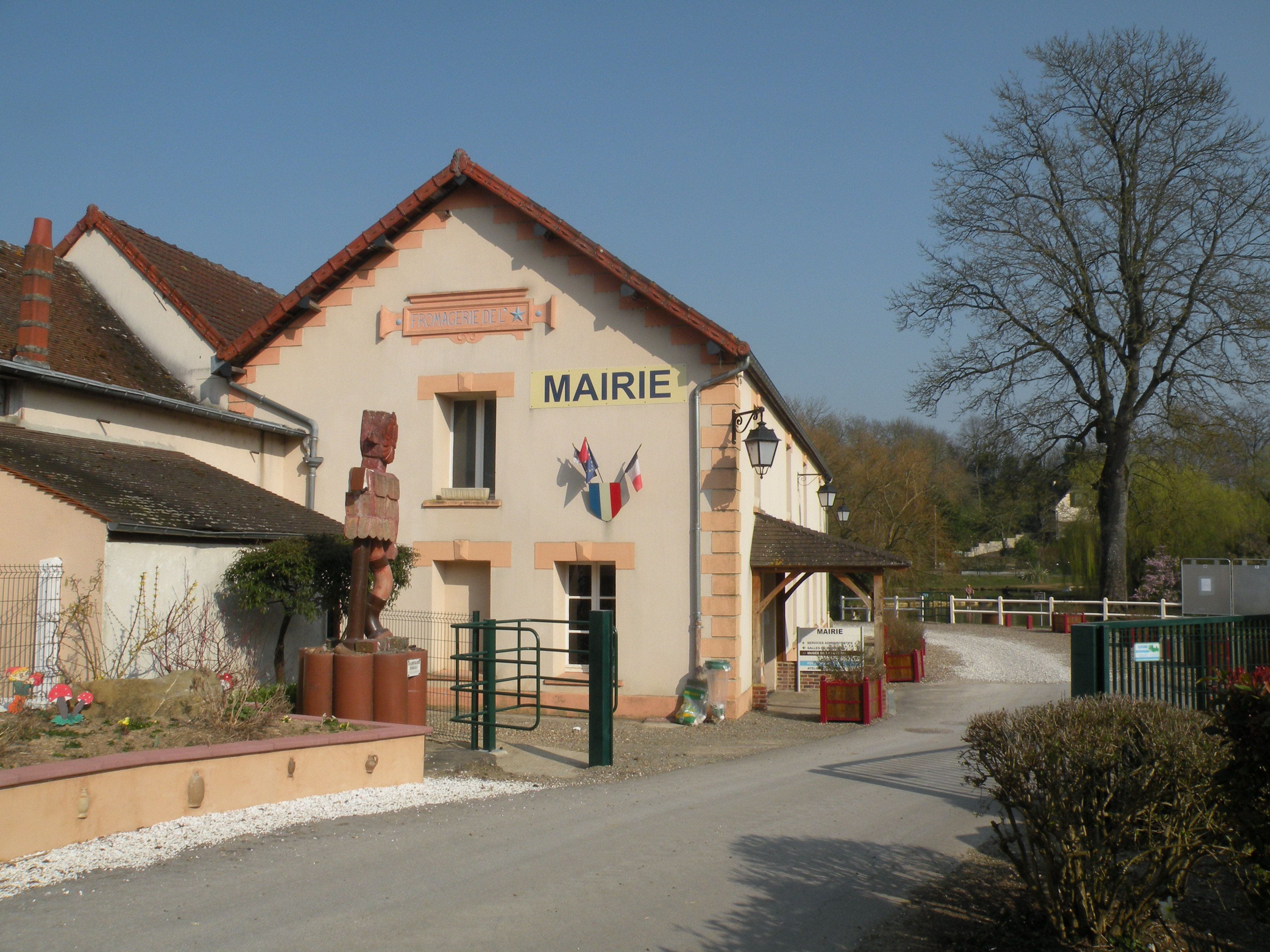
Lachapelle-aux-Pots, l'avenue Tristan-Klingsor

- Troisième Prix du concours de poésie de la revue La Plume, 1891.
- Prix Durchon-Louvet, 1953.
- Grand Prix de la Société des poètes français, 1956[5].
- Grand Prix de poésie de l'Académie française, 1959[43].
- Prix Ronsard, 1962.

### Voirie
- Le nom de Tristan Klingsor a été donné à :
  - une rue de Divion ;
  - une avenue de Lachapelle-aux-Pots ;
  - l'école de la commune de Saint-Maixent (Sarthe) où l'artiste a acquis une résidence en 1935 (30, rue de la Chapelle).

### Bibliographie

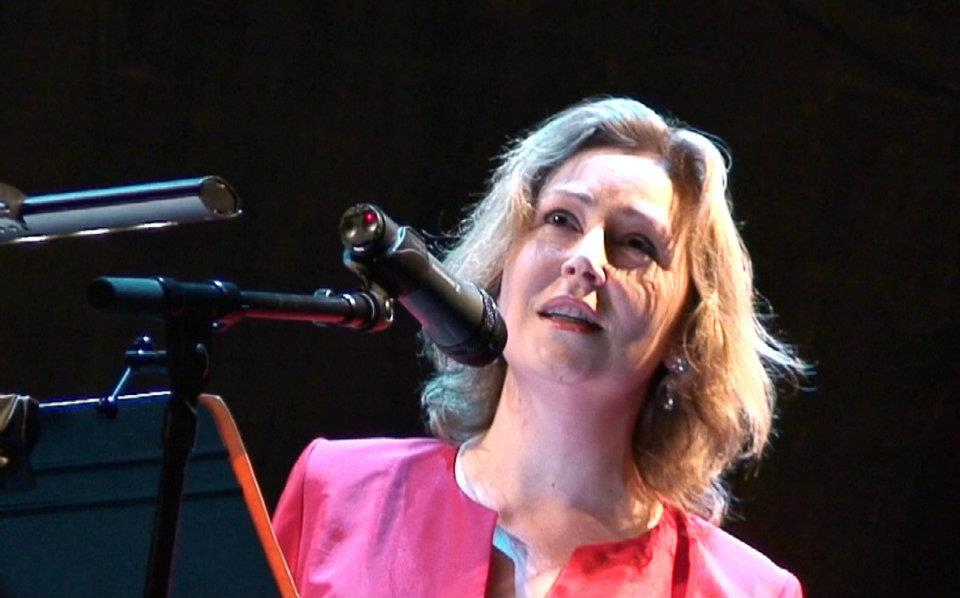
Karine Deshayes

### Concert
- Karine Deshayes, mezzo-soprano, Orchestre national de France sous la direction d'Emmanuel Krivine, Shéhérazade, 3 mélodies de Maurice Ravel sur des poèmes de Tristan Klingsor (créé en 1904), concert enregistré à l'auditorium de la Maison de la Radio, réalisation Anaïs Spiro, Production Radio France en association avec Arte France, 24 mars 2018 (concert en ligne - Source : YouTube ; durée : 19 min 38 s).